# Charles Ives
Charles Edward Ives (Danbury, 20 ottobre 1874 – New York, 19 maggio 1954) è stato un compositore statunitense.
È uno dei primi compositori classici autenticamente nordamericani di fama internazionale.

## Biografia
Ives nacque nel 1874 a Danbury un paesino del Connecticut; il padre, aperto a molteplici interessi, faceva il direttore di una piccola banda militare del posto. Presto Ives ricevette un'istruzione musicale dal padre, che lo avviò allo studio del pianoforte, del violino, della cornetta e della composizione. A 12 anni suonava il tamburo nella banda del padre, a Danbury; l'anno successivo divenne organista nella chiesa battista. Più tardi migliorò lo studio dell'organo con D. Buck e iniziò a studiare composizione con Horatio Parker a Yale, ma molto presto si rese conto delle difficoltà di conciliare la sua concezione musicale, considerata dal suo maestro spregiudicata e assai sperimentalista, con quella statunitense dominata da un totale accademismo che faceva riferimento esclusivo ai modelli ottocenteschi europei, soprattutto tedeschi. Ives pertanto decise di rinunciare a fare della musica la propria professione perché ritenne di dover scendere a compromessi se voleva vivere del mestiere di musicista. Si diede, invece, al ben più proficuo mondo degli affari lavorando in una compagnia di assicurazioni sulla vita e continuando per diletto fino all'età di 30 anni a suonare l'organo (fu organista in una chiesa di Bloomfield dal 1898 al 1900 e poi nella Central Presbyterian Church di New York fino al 1902) e a comporre nelle ore di tempo libero che gli restavano, mantenendo una vera e propria doppia vita.
Dopo il suo matrimonio con Harmony Twitchell nel 1908 Ives si spostò a New York e ci restò fino alla morte. La sua assicurazione Ives & Myrick gli diede da vivere. Restò un compositore molto produttivo fino al suo primo infarto nel 1918 dopo il quale restrinse molto l'attività. Il suo ultimo brano A Farewell to Land con un testo di Lord Byron lo compose nel 1925. Si ritirò totalmente dal mondo degli affari all'inizio del 1930.
Durante tutta la sua vita la sua musica fu praticamente ignorata e, così, molti dei suoi brani non sono mai stati eseguiti: la sua produzione musicale fu in sostanza una scoperta, dopo la sua morte, delle generazioni successive. La sua tendenza alla sperimentazione e l'impiego di dissonanze senza compromesso furono amati da pochi. Secondo Ives una delle parole peggiori per descrivere la musica era "carina" e, quindi, non sarà stato sorpreso dalla sua non popolarità. Nel 1940 incontrò Lou Harrison, un estimatore della sua musica, che cercò di sostenerlo affinché lo potesse rendere più conosciuto. L'evento più importante della sua carriera fu la direzione della prima esecuzione della sinfonia nº 3 nel 1946. Con ciò vinse il Premio Pulitzer nell'anno successivo. Regalò la metà dei soldi vinti a Harrison dicendo: "I premi sono fatti per i ragazzi ed io ormai sono già adulto".
Charles Ives morì nel 1954 a New York. Da allora la sua fama è notevolmente cresciuta. In segno di riconoscenza, l'Unione Astronomica Internazionale gli ha intitolato il cratere Ives, sulla superficie del pianeta Mercurio.

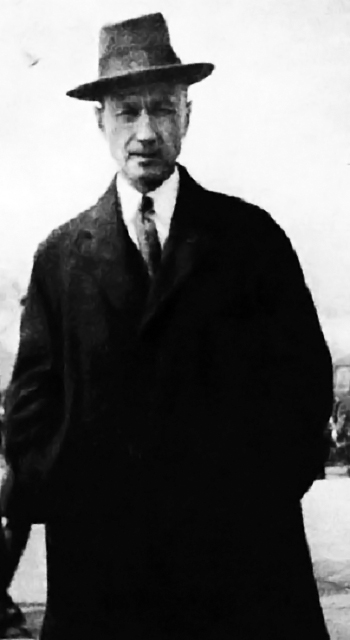
Charles Ives (1913).

## La musica di Ives
Nonostante Ives abbia scritto molti Lieder con un accompagnamento spesso originale, oggi è riconosciuto per la sua musica strumentale. Nella sua produzione non è possibile individuare una vera e propria evoluzione stilistica: fin dall'inizio fu evidente un gusto per la sperimentazione e per la ricerca, alieno però da ogni sistematicità. Sicuramente la scelta di non fare la professione di musicista ha giovato alla sua produzione musicale dandogli ampia libertà. Influenzato dal suo lavoro come organista nel 1891 scrisse Variations on "America" che eseguì lui stesso per la festa dell'indipendenza il 4 luglio. Il brano riporta nella melodia (ispirata dall'inno nazionale britannico) una serie variazioni divertenti ma scontate. Una è in stile flamenco, un'altra composta anni dopo è probabilmente il primo tentativo di bitonalità di Ives. Nel 1964 ci fu la prima esecuzione nella versione per orchestra di William Schuman, che dimostra la popolarità di Ives dopo la sua morte. Si nota così, che le citazioni sono i materiali cari ad Ives: da fonti colte (come la Quinta e l'op.106 di Beethoven nella Concord Sonata), ma soprattutto da inni religiosi, canzoni, marce, musiche da banda. Di fatto, la sua produzione è caratterizzata da brani che appaiono spiccatamente sperimentali ed avveniristici per il frequente impiego del linguaggio atonale (Three-page Sonata, 1905; Trio per violino, violoncello e pianoforte, 1904-11; il poema From the Sleeples and the Mountains, 1901), per l'utilizzo di accordi ed intervalli estranei all'armonia classica (The Cage, 1906), per le anticipazioni della tecnica dodecafonica (Cromâtimelôdtune, 1913), per l'uso di quarti di tono secondo le teorie di Alois Hába (Three Quarter-tone piano piece, 1923-24).
Uno dei primi esempi molto evidenti della gioia di sperimentare di Ives è The Unanswered Question del 1908 che fu scritto per un'orchestra molto insolita di una tromba, quattro flauti e quartetto d'archi. Più tardi seguì una versione orchestrata. Gli archi suonano molto lentamente a modo di corale per tutto il brano. Più volte la tromba suona un motivetto breve che Ives descrisse come "l'eterna domanda dell'esistenza". Ogni volta i flauti rispondono, sempre in modo diverso e sempre più dissonante. Alla fine resta la domanda senza risposta. È un brano tipico per Ives, che dispone vari elementi diversi affiancandoli.
Le citazioni rimandano spesso anche a significati extramusicali: è frequente l'aspirazione a rappresentazioni concettuali, talvolta ispirate alla filosofia trascendentalista, ai cui protagonisti egli rese omaggio in diverse occasioni. Brani come The Unanswered Question erano già influenzati da questi scrittori, come Ralph Waldo Emerson e Henry David Thoreau ai quali Ives dedicò un movimento a ciascuna delle sonate per pianoforte realizzate tra il 1909 ed il 1915 con il titolo programmatico Concord, Mass., 1840-1860. Su Emerson e Thoreau Ives scrisse anche notevoli saggi di critica letteraria. Altri movimenti furono dedicati a Nathaniel Hawthorne ed agli Alcotts (cioè la famiglia del filosofo e pedagogista reformista Amos Bronson Alcott a la sua figlia Louisa May).
Tra le altre composizioni di maggior rilievo si ricordano 4 sinfonie (in modo particolare la Quarta, 1909-16, dove la complessa orchestrazione e l'uso della poliritmia richiede due direttori d'orchestra, nonché l'uso originario di strumenti nuovi, come il Theremin), la Holydays Symphony (1904-13) formata da quattro brani indipendenti, Central Park in the Dark (1906), Three Places in New England (1911-14), Robert Browning Ouverture (1908-12), 114 liriche e numerose altre pagine per orchestra o per piccolo complesso.

## Opere

### Per grande orchestra
Postludio in fa maggiore (1895)
Ouverture in sol minore (1895? frammento incompiuto)
 Sinfonia n. 1 in re minore (1895-98)
Yale-Princenton Football Game (1898?)
 Sinfonia n. 2 (1900-02)
 Sinfonia n. 3 The Camp Meeting (1904, revisione 1909-11)
The General Slocum (1904, incompiuto)
Holidays Symphony (1904-13) 1: Washington's Birthday(1909) 2: Decoration Day(1912) 3: The Fourth of July(1911-13) 4 Thanksgiving (1904)
Emerson Ouverture (1907, frammento incompiuto)
Robert Browning Ouverture (1908-12)
First Orchestral Set 1: The Saint-Gaudens in Boston Common (1911-12) 2: Putnam's Camp, Redding, Connecticut (1912) 3: The Housatonic at Stockbridge (1908-12)
Second Orchestral Set 1: An Elegy to our Forefathers (1909) 2: The Rockstrewn Hills Join in the People's Outdoor Meeting (1909) 3: From Hanover Square North, a the End of a Tragic Day, the Voice of the People Again Arose (1915)
 Sinfonia n. 4 (1909-16)
Universe Symphony (1911-28 frammento incompiuto)
Matthew Arnold Ouverture (1912 incompiuto)

### Per orchestra da camera o da teatro
Holiday Quickstep per ottavino, 2 cornette, 2 violini e pianoforte (1887, probabile revisione di Georges Ives)
Marcia n.2 e n.3 (1892) (n.1 perduta)
Marcia n.4 (1892 o 1893 frammento incompiuto)
The Circus Band, marcia (1894? orchestrata da G.F.Robert nel 1934)
Fuga in quattro tonalità su The Shining Shore per flauto cornetta e archi (1897)
From The Steeples and Mountains per tromba, trombone e 4 serie di campane (1901-1902?)
Skit for Danbury Fair (1902? frammento)
Ragtime Pieces (1902-04 incompiuto)
Country Band March (1903)
Ouverture 1776 (1903)
Over the Pavements, scherzo (1906-13)
The Pond (1906)
Two Contemplations (1906) 1: The Unanswered Question 2: Central Park in the Dark
Set for Theatre or Chamber Orchestra (1906-11) 1: In the Cage 2: In the Inn 3: In the Night
Cartoons (or Take-offs)(1898-1916) 7: Mike Donlin - Johnny Evers (1907) 8: Willy Keeler at the Bath (1907) (entrambi incompiuti)
Set n.1 (1910-11) 1: The Seer's 2: A Lecture 3: The Ruined River 4: Like a Sick Eagle 5: Calcium Like Night 6: When the Moon is on the Wave
The Gong on the Hook and Ladder (Fireman's Parade on Main Street) (1911?)
Set n.2 (1911-12) 1: Largo the Indians 2: Gyp the Blood or Hearst!? Which is worst? (incompiuto) 3: Andante The Last Reader
The Rainbow (So May It Be!) (1914)
Quarter-tone Chorale per archi (1913-14)
Tone Roads et al. (1911-15) 1: Fast 2: Slow (perduto) 3: Low and Fast
Set n.3 (1918?) 1: Adagio sostenuto At Sea 2: Luck and Work 3: Premonitions
Chromâtimelôdtune (1919? arrangiamento di G.Schuller)
Third Orchestral Set (per piccola orchestra) (1919-26, 3°movimento incompiuto)

### Per banda
Intercollegiate March in do e la bemolle maggiore (1892)
Marcia in fa e do maggiore (1896)
Runaway Horse on Main Street (1905? incompiuto)

### Musica da camera
Polonaise per 2 cornette e pianoforte (1887? incompiuta)
3 fughe per quartetto d'archi su The Shining Shore: sib maggiore, re maggiore, 4 tonalità maggiori (do, sol, re, la) (1895?)
Quartetto per archi n.1 From the Salvation Army (1896)
Intermezzo per quartetto d'archi (1898?)
Preludio su Abide with Me per trombone, 2 violini e organo (1899?)
Sonata per violino e pianoforte Pre-First Sonata (1899-1903, 2 versioni)
Largo per violino clarinetto e pianoforte (1901 o 1902)
An Old Song Deranged per clarinetto (opp. corno inglese) arpa e quartetto d'archi (1903?)
Trio per violino, violoncello e pianoforte (1904-05, revisione 1911)
Take-off n.3 Rube try to walk 2 to 3!! per clarinetto, fagotto, tromba e pianoforte (1906)
Halloween per quartetto d'archi e pianoforte (1906)
All the Way Around and Back scherzo per clarinetto, flicorno, violino, campane e pianoforte a 4 mani (1906)
Largo risoluto n.1 as to the Law of Diminishing Retuns per quartetto d'archi e pianoforte (1906)
Largo risoluto n.3 (il 2 è perduto) a Shadow Made - a Silhouette per quartetto d'archi e pianoforte (1906)
A Set of three short pieces 1: Largo cantabile